# ヤロスラフ・ドロブニー
ヤロスラフ・ドロブニー（Jaroslav Drobný, 1921年10月12日 - 2001年9月13日）は、チェコスロバキア・プラハ出身の男子テニスおよびアイスホッケー選手。左利き。最高ランキングは世界1位。
グランドスラムシングルス優勝3回・ダブルス2回。1983年国際テニス殿堂入り。アイスホッケーではオリンピック銀メダル・世界選手権で金メダルを獲得。
第2次世界大戦でテニス経歴の中断を余儀なくされ、終戦後共産主義国となったチェコスロバキアから亡命してエジプトに渡り、テニスでも全仏選手権やウィンブルドン選手権で何度も準優勝の壁を乗り越えるなど、波瀾万丈の人生を生きた人であった。
全仏選手権では1951年と1952年に大会2連覇、ウィンブルドン選手権では1954年に11度目の挑戦で優勝を果たし、4大大会男子シングルス「3勝」を挙げた。テニスと並んでアイスホッケーでも優れた技量を発揮し、1948年のサンモリッツ五輪でアイスホッケーの
チェコスロバキア代表として銀メダルを獲得したこともある。アイスホッケーでのけがで早い時期に視力を損なったため、いつも濃い色の眼鏡をかけてプレーしていた。

## 経歴
ドロブニーは「プラハ・ローンテニスクラブ」のコート整備係の息子として生まれ、5歳からテニスを始めた。1938年に16歳でウィンブルドン選手権に初出場し、1回戦でアルゼンチンのアレホ・ラッセル（1916年 - 1977年）に 8-10, 4-6, 9-7, 3-6 で敗れた。この頃には、すでに彼の故国チェコスロバキアはアドルフ・ヒトラーの侵攻下にあった。1939年のウィンブルドン選手権で、ドロブニーは第1シードのヘンリー・オースチンとの3回戦まで勝ち進んだが、腕の故障で試合を途中棄権した。この年に第2次世界大戦が勃発し、彼のテニス経歴も中断を余儀なくされる。幸いにも、ドロブニーはナチスの強制収容所への移送を免れ、戦時中はアイスホッケー選手として生活することができた。戦時中の生活について、ドロブニーは「生き続けることが最も重要だった」と語っている。
1945年に第2次世界大戦が終結し、1946年からテニス4大大会も開催が再開された。ヤロスラフ・ドロブニーは終戦後最初の全仏選手権で決勝に進んだが、最初の決勝戦では地元フランスのマルセル・ベルナールに 6-3, 6-2, 1-6, 4-6, 3-6 の逆転で敗れた。7年ぶり3度目の出場となったウィンブルドン選手権では、4回戦で当時の世界1位だったアメリカのジャック・クレーマーを倒した後、ジェフ・ブラウン（オーストラリア）との準決勝まで進んでいる。終戦直後の期間、ドロブニーは冬季になるとアイスホッケーをプレーし、テニスとアイスホッケーの2つのスポーツで優れた成績を挙げた。テニスでは1946年から1949年まで男子テニス国別対抗戦・デビスカップのチェコスロバキア代表選手を務め、チームは1947年と1948年の2年連続でオーストラリアとのデ杯「インターゾーン」決勝に進んだ。アイスホッケーでは1947年にチェコスロバキアを「世界アマチュア選手権」優勝に導き、1948年のサンモリッツ五輪で銀メダルも獲得した。この年は全仏選手権で男子シングルス・男子ダブルス・混合ダブルスの3部門に決勝進出を果たし、男子ダブルスと混合ダブルスの2部門で優勝したが、男子シングルス決勝ではフランク・パーカー（アメリカ）に敗れて2度目の準優勝に終わっている。
1949年、ヤロスラフ・ドロブニーは共産主義国となったチェコスロバキアから亡命する決断を下した。戦時中の苦難からチェコスロバキア亡命へ－ドロブニーの人生はさらに波瀾に満ちたものとなる。亡命までの間、ドロブニーはチェコスロバキアからウィンブルドンへ出発する際に身体検査を受けたが、本人の話によれば「裸にさせられて、履いている靴下の中まで調べられた」という。ドロブニーは世界各地を渡り、ようやくエジプトに落ち着いた。亡命した年、1949年のウィンブルドン選手権でドロブニーは初めて決勝進出を果たし、アメリカのテッド・シュローダーと対決することになった。このウィンブルドン決勝戦でもドロブニーはシュローダーに 6-3, 0-6, 3-6, 6-4, 4-6 で敗れ、またもや準優勝で止まる。（シュローダーはこれが唯一のウィンブルドン出場となった。）1950年の全仏選手権決勝ではバッジ・パティー（アメリカ）に敗れて3度目の準優勝になり、ドロブニーはテニス界で「成功から最も遠い選手」と言われるようになった。ようやく1951年の全仏選手権で、ドロブニーは4度目の決勝進出でエリック・スタージェス（南アフリカ）を 6-3, 6-3, 6-3 のストレートで破り、宿願の4大大会初優勝を達成した。
1952年の全仏選手権とウィンブルドン選手権は、2大会連続でドロブニーとフランク・セッジマン（オーストラリア）の決勝対決になった。全仏選手権ではドロブニーが大会2連覇を達成したが、ウィンブルドンではセッジマンに 6-4, 2-6, 3-6, 2-6 で敗れ、2度目の決勝戦でまた準優勝止まりに終わる。（セッジマンが4大大会で唯一獲得できなかったタイトルは、全仏選手権の男子シングルスのみであった。4大大会で男女シングルス・男女ダブルス・混合ダブルス＝12部門すべてに優勝することを、テニス用語では「ボックス・セット」 <Boxed Set> というが、セッジマンのボックス・セットを阻止した選手がドロブニーである。）1953年のウィンブルドン選手権では、ドロブニーは3回戦でバッジ・パティーと4時間20分に及ぶ長い試合を戦った。ドロブニーが 8-6, 16-18, 3-6, 8-6, 12-10 で勝った試合は、ウィンブルドン史上に残る名勝負の1つに数えられてきたが、ここでも彼の奮闘は報われず、準決勝でデンマークのクルト・ニールセンに敗れ去った。1953年、ドロブニーはイギリス人の女子テニス選手であったリタ・アンダーソン（Rita Anderson）と結婚した。
苦難の多かったドロブニーの人生がようやく報われたのは、1954年のウィンブルドン選手権で初優勝を飾った時である。ドロブニーは第11シードの低位置で、ウィンブルドン選手権への挑戦も11度目になっていた。2年ぶり3度目の決勝戦で、ドロブニーはオーストラリアの新星ケン・ローズウォールと顔を合わせる。2時間37分を要した決勝戦で、32歳のドロブニーは若き19歳のローズウォールを 13-11, 4-6, 6-2, 9-7 で破り、ウィンブルドン初優勝を達成した。しかし1955年のウィンブルドン選手権では、準々決勝でトニー・トラバート（アメリカ）に 6-8, 1-6, 4-6 であっけなく敗れてしまう。結婚から6年後、1959年にドロブニーはイギリス市民権の取得を認められ、その後はロンドンで暮らした。ウィンブルドン選手権での優勝後、ドロブニーは“Champion in Exile”（亡命したチャンピオン）という題名の自伝を出版した。
ドロブニーは1983年に国際テニス殿堂入りを果たし、1997年には国際アイスホッケー連盟殿堂（IIHF Hall of Fame）にも選出された。2001年9月13日、ヤロスラフ・ドロブニーは80歳の誕生日を迎える1ヶ月前にロンドンで逝去した。

## 4大大会優勝
- 全仏選手権　男子シングルス：2勝（1951年＆1952年）／男子ダブルス・混合ダブルス：1勝（1948年）　［準優勝3度：1946年・1948年・1950年］
- ウィンブルドン選手権　男子シングルス：1勝（1954年）　［準優勝2度：1949年・1952年］

| 年     | 大会                 | 対戦相手               | 試合結果             |
| ------ | -------------------- | ---------------------- | -------------------- |
| 1951年 | 全仏選手権           | エリック・スタージェス | 6-3, 6-3, 6-3        |
| 1952年 | 全仏選手権           | フランク・セッジマン   | 6-2, 6-0, 3-6, 6-4   |
| 1954年 | ウィンブルドン選手権 | ケン・ローズウォール   | 13-11, 4-6, 6-2, 9-7 |